# گروه فسیل
گروه فسیل (انگلیسی: Fossil Group) یک طراح و سازنده مد آمریکایی است که در سال ۱۹۸۴ توسط تام کارتسوتیس تأسیس شد و در ریچاردسون، تگزاس مستقر است.

## تاریخچه شرکت
فسیل در سال ۱۹۸۴ با نام Overseas Products International توسط تام کارتسوتیس ، دانشجوی پیشین دانشگاه تگزاس A&M که در دالاس زندگی می‌کرد، به پیشنهاد برادر بزرگ‌ترش، کوستا کارتسوتیس، مدیر بازرگانی در Sanger-Harris ، تأسیس شد. کوستا به برادر کوچکترش در مورد سود کلان بالقوه‌ای که می‌توان با واردات کالاهای خرده‌فروشی تولید شده در خاور دور ، به ویژه در واردات ساعت های مد روز با قیمت نه چندان بالا، به دست آورد می‌گفت. محصول اصلی آن‌ها، ساعت هایی مد روز با ظاهری کلاسیک بود. در سال ۱۹۹۰، آن دو برادر محصولات چرمی جدیدی با نام تجاری Fossil و خط تولید ساعت‌هایی با نام تجاری Relic معرّفی کردند.
فسیل عرضه اولیه سهام خود را در سال ۱۹۹۳ انجام داد.
همچنین Zodiac Watches یک برند سوئیسی بود که در  ۱۸۸۲ تاسیس شده بود و فسیل آن را از Genender International در سال ۲۰۰۱ به بهای ۴.۷ میلیون دلار خریداری کرد. تمایل مدیران فسیل برای حضور در بازار ساعت‌های سوئیسی منجر به خرید برند Zodiac Watch و بازسازی کامل آن خط شد تا سبک مدرن دهه ۱۹۷۰ میلادی را در یک ساعت با کیفیت بالاتر نمایش دهند. خرید برند Michele Watch در سال ۲۰۰۴ نیز این روند را با ارائه یک ساعت سوئیسی رده‌بالا با طراحی خاص کامل کرد.
در سپتامبر ۲۰۰۷، فسیل متهم به نقض حق ثبت اختراع متعلق به شرکت Financial Innovations Systems‌  در دادخواستی شد که در ناحیه شمالی ایالت تگزاس تنظیم شده بود. این پرونده با مبلغی که به رسانه‌ها اعلام نشد، حل‌وفصل و مدت کوتاهی پس از آن بسته شد.
فسیل در دسامبر ۲۰۰۷، شرکت  Watch Station International را از Luxottica / Sunglass Hut خرید.
فسیل دارای استودیوهای طراحی در بیل ، سوئیس، نزدیک به استودیوی رولکس و همچنین کارخانه‌های تولید در چین و مراکز توزیع در آمریکا، آلمان و آسیا است.
در سال ۲۰۱۲، شرکت فسیل با خرید Skagen Designs و برخی از شرکای آن به مبلغ تقریبی ۲۲۵ میلیون دلار به صورت نقدی و ۱۵۰ هزار سهام فسیل موافقت کرد. کل بهای پرداخت شده توسط فسیل تقریباً معادل ۲۳۶/۸ میلیون دلار بود.
در اوایل سال ۲۰۱۳، فسیل خط ساعت‌های لوکس و گران‌تر «فسیل سوئیس» خود را که ساخت سوئیس هستند، معرفی کرد.
در نوامبر ۲۰۱۵، فسیل شرکت Misfit را به مبلغ ۲۶۰ میلیون دلار با هدف گنجاندن فناوری این شرکت در ساعت‌های عادی خود خریداری کرد.
در سال ۲۰۲۱، این شرکت تعداد کارمندان خود را از ۱۰۲۰۰ نفر به ۷۵۰۰ نفر کاهش داد.